# Sébastien Buemi
Sébastien Olivier Buemi (31. listopada 1988., Aigle, Švicarska) je švicarski vozač automobilističkih utrka, od 2012. godine član tima Toyote Racing u svjetskom prvenstvu World Endurance Championship-a (WEC), utrka prototipova. 
2014. osvaja prvenstvo zajedno s Anthony Davidsonom.[nedostaje izvor]

### Potpuni popis WEC rezultata
| Godina | Momčad              | Klasa | Šasija              | Motor                    | Gume | 1.     | 2.     | 3.      | 4.      | 5.    | 6.     | 7.      | 8.    | 9.  | Bodovi | Poredak |
| ------ | ------------------- | ----- | ------------------- | ------------------------ | ---- | ------ | ------ | ------- | ------- | ----- | ------ | ------- | ----- | --- | ------ | ------- |
| 2012.  | Toyota Racing       | LMP1  | Toyota TS030 Hybrid | Toyota 3.4 L V8 (Hybrid) | M    | SEB    | SPA    | LMS Ret | SIL     | SAO   | BHR    | FUJ     | SHA   |     | -      | -       |
| 2013.  | Toyota Racing       | LMP1  | Toyota TS030 Hybrid | Toyota 3.4 L V8 (Hybrid) | M    | SIL 3  | SPA 4  | LMS 2   | SAO Ret | COA 2 | FUJ 15 | SHA Ret | BHR 1 |     | 106.25 | 3.      |
| 2014.  | Toyota Racing       | LMP1  | Toyota TS040 Hybrid | Toyota 3.7 L V8 (Hybrid) | M    | SIL 1  | SPA 1  | LMS 3   | COA 3   | FUJ 1 | SHA 1  | BHR 11  | SAO 2 |     | 166    | 1.      |
| 2015.  | Toyota Racing       | LMP1  | Toyota TS040 Hybrid | Toyota 3.7 L V8 (Hybrid) | M    | SIL 3  | SPA 8  | LMS 8   | NÜR 5   | COA 4 | FUJ 5  | SHA 6   | BHR 4 |     | 79     | 5.      |
| 2016.  | Toyota Gazoo Racing | LMP1  | Toyota TS050 Hybrid | Toyota 2.4 L Turbo V6    | M    | SIL 16 | SPA 27 | LMS NC  | NÜR 5   | MEX   | COA    | FUJ     | SHA   | BHR | 11     | 17.     |